# Givat Ram
Givat Ram, på hebraisk גבעת רם, er et kvarter i det vestlige Jerusalem. Her har Det hebraiske universitet i Jerusalem et af sine i alt fire campusser. "Givat Ram" henfører således både til kvarteret og campusområdet.
Israels nationalbibliotek har til huse på Givat Ram sammen med det ovennævnte universitets naturvidenskabelige fakultet.

## Billede
31°47′N 35°12′Ø / 31.78°N 35.2°Ø